# Vače

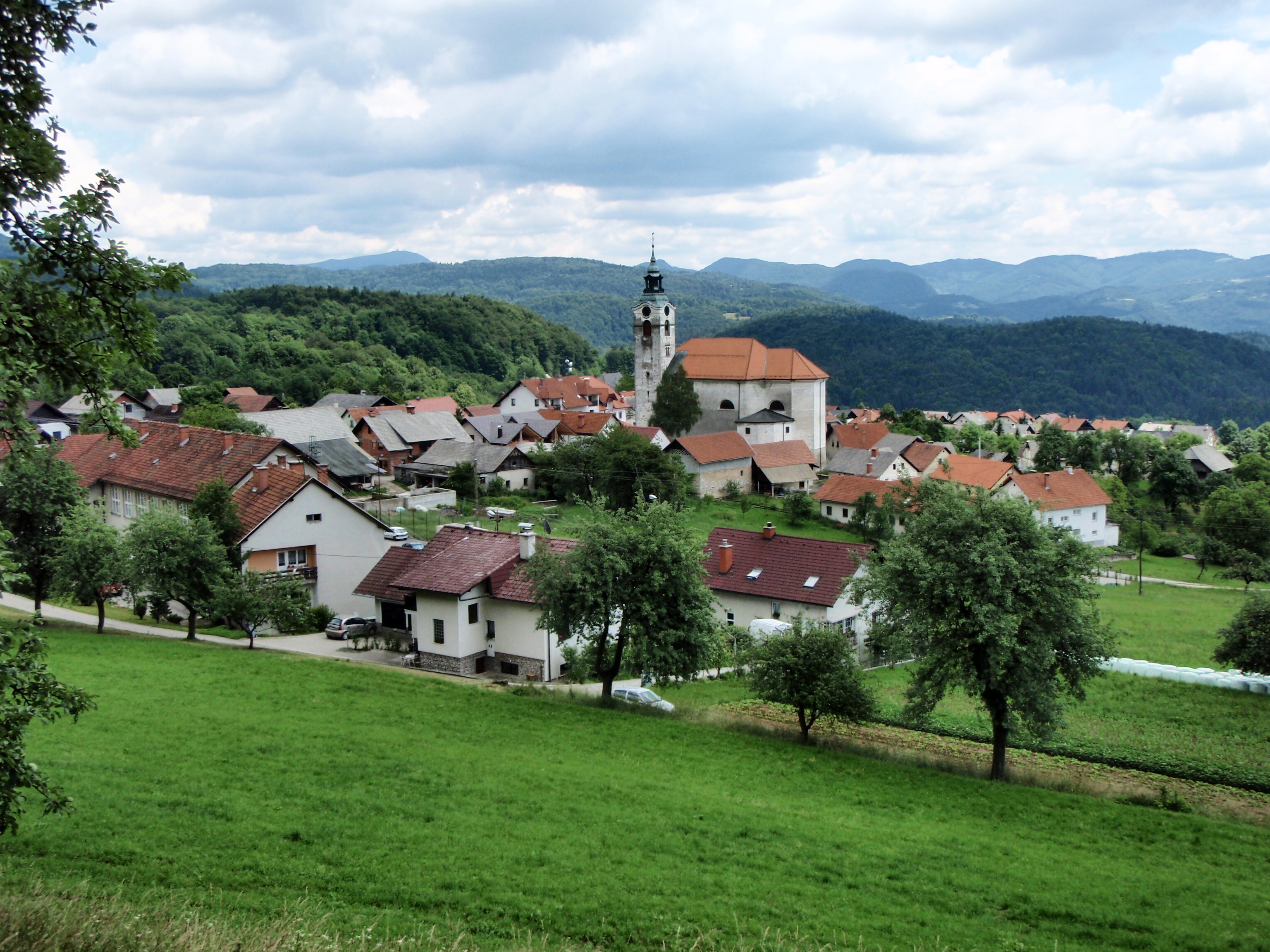
Vače

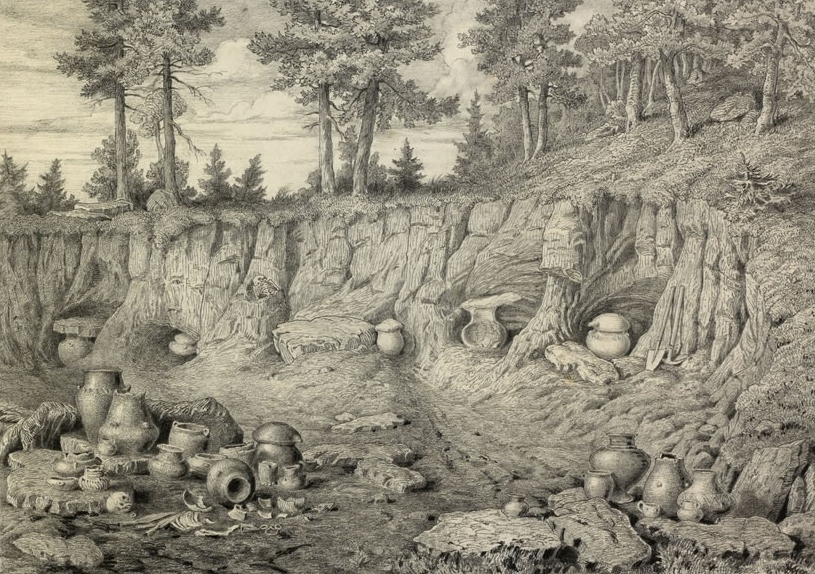
Gräberfeld bei Klenik unweit Vače

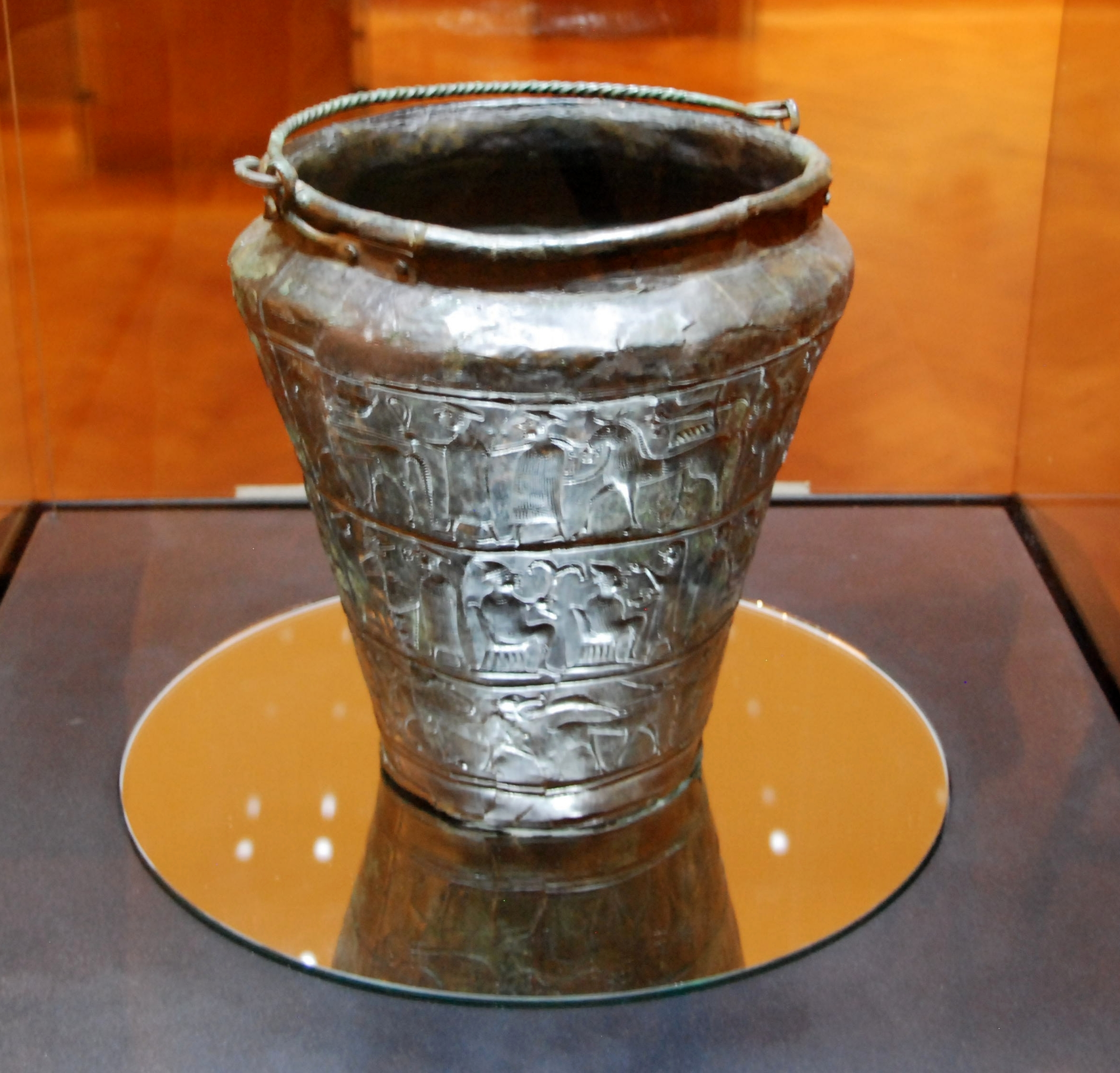
Situla von Vače

Vače (dt. Watsch) ist ein slowenischer Ort in der Gemeinde Litija nordöstlich von Ljubljana. 

## Gräberfeld von Vače
In Vače gibt es ein Gräberfeld des 9. bis 4. vorchristlichen Jahrhunderts, das von der spätbronzezeitlichen Urnenfelderkultur und der eisenzeitlichen Hallstatt- und La-Tène-Kultur belegt wurde. Es fanden sich auch Importwaren aus der Villanova- und der etruskischen Kultur.
Bekannte Funde sind ein hallstattzeitlicher Bronzeblecheimer (Situla von Vače) und ein Gürtelblech (Gürtelblech von Vače) aus der gleichen Epoche, beide mit szenischen Darstellungen von Personen und Figuren. Diese Illustrationen sind typisch für den östlichen Hallstatt-Kreis.

## Geographischer Mittelpunkt Sloweniens
Der geographische Mittelpunkt Sloweniens (slowenisch Geometrično središče Slovenije (Geoss)) befindet sich auf einer Höhe von 644.842 m im zu Vače gehörenden Weiler Slivna.